# Slavko Vinčić
Slavko Vinčić (* 25. listopadu 1979, Maribor, Slovinsko) je slovinský fotbalový rozhodčí. Od roku 2010 figuruje na mezinárodní listině rozhodčích FIFA.

## Kariéra
Kariéru začal v nižších slovinských soutěžích a svůj první zápas ve slovinské nejvyšší soutěži odpískal v květnu 2007. V následující sezóně odřídil několik zápasů a od sezóny 2008/09 píská pravidelně. Dosud odpískal přes 200 zápasů a v letech 2015 a 2017 byl jmenován rozhodčím finále Slovinského fotbalového poháru.
Rozhodčím FIFA je od roku 2010. Je také členem elitní skupiny sudích UEFA, a může tedy pískat duely v evropských pohárech. Nejvýznamnější z nich bylo (k říjnu 2022) nejspíše finále Evropské ligy 2022 mezi Frankfurtem a Rangers.
Kromě toho se Vinčić zúčastnil i Mistrovství Evropy 2020. Na tomto turnaji řídil dva zápasy skupinové fáze, Španělsko – Švédsko (0:0) a Švýcarsko –Turecko (3:1), a také čtvrtfinálové střetnutí mezi Belgií a Itálií (2:1).
Dne 30. května 2020 byl Vinčić omylem zatčen v rámci policejního vyšetřování v Bosně a Hercegovině, ale brzy byl zproštěn viny.

## Soudcovaná utkaní na MS 2022
| Fáze               | Datum              | Tým 1     | Skóre | Tým 2          |         |   |
| ------------------ | ------------------ | --------- | ----- | -------------- | ------- | - |
| Základní skupina C | 22. listopadu 2022 | Argentina | 1 : 2 | Saúdská Arábie | 6 (0+6) | 0 |